# Mount Belinda
Mount Belinda ist ein aktiver Schildvulkan auf Montagu Island im Archipel der Südlichen Sandwichinseln. Mit einer Höhe von 1370 m ist er der höchste Berg dieser Inselgruppe.
Der nahezu vollständig von Eis bedeckte Berg dominiert das Hochland, das den größten Teil von Montagu Island einnimmt. Der Gipfelbereich besteht aus einer im Durchmesser sechs Kilometer weiten Caldera, in der sich ein junger Zentralkegel gebildet hat, der auch das aktuelle Ausbruchszentrum darstellt.
Teilnehmer der britischen Discovery Investigations benannten den Berg anlässlich der Kartierung der Südlichen Sandwichinseln 1930 zu Ehren des Forschungsdirektors des Discovery Committee, Stanley W. Kemp, nach dessen Tochter Belinda.

## Vulkanische Tätigkeit
Bis zum Ende des 20. Jahrhunderts galt Mount Belinda als inaktiv, da für die Zeit des Holozäns keinerlei vulkanische Aktivität nachgewiesen werden konnte. Im Oktober 2001 gaben mit MODIS gewonnene Satellitenaufnahmen Hinweise auf eine Eruption des Vulkans. Der bis September 2007 andauernde Ausbruch war gekennzeichnet durch den beständigen Ausstoß einer Dampf- und Aschewolke sowie wiederholte effusive Tätigkeit. Der auf dem Höhepunkt der Aktivitäten im Jahr 2005 auf der Nordseite des Berges ausgeflossene Lavastrom erreichte nach 3,5 Kilometern das Meer und bildete dort ein etwa 800 × 500 m großes Delta, zu dem auch die so neu entstandene Landspitze Poncet Point gehört.